# Téléphérique du Lagazuoi
Le téléphérique du Lagazuoi relie le col de Falzarego au refuge Lagazuoi, près du Piccolo Lagazuoi. Il est situé sur la commune de Cortina d'Ampezzo dans la province de Belluno.

## Histoire
Il a été construit en 1965 par la société Hölzl de Lana, aujourd'hui Doppelmayr - Garaventa.
Le téléphérique a été modernisé en 1988 par la société Agudio et ses deux cabines peuvent accueillir jusqu'à 50 personnes maximum.
Le téléphérique est actif aussi bien en été qu'en hiver. Une piste de ski part de la station supérieure et descend jusqu'au col de Falzarego.

## Accident
Le matin du 27 juillet 1987, un avion à réaction Aermacchi MB-326 de l'armée de l'air italienne a sectionné le câble de remorquage du téléphérique avec son aile. L'avion, qui a décollé de l'aéroport de Vicence, effectuait un vol d'entraînement et, en raison des dommages subis dans l'accident, s'est écrasé 5 minutes après la collision près de San Giorgio della Richinvelda, à environ 84 kilomètres du lieu de l'accident. Le pilote et le copilote ont pu s'éjecter, ne subissant que des blessures mineures. Les deux téléphériques ont été arrêtés par les freins d'urgence : dans la cabine inférieure, qui était partie de la station inférieure quelques secondes plus tôt, il y avait 25 personnes en plus du conducteur de la cabine, dont cinq ont demandé des soins médicaux à lhôpital de Cortine d'Ampezzo avec des blessures mineures. La cabine de la station supérieure était déjà au-dessus du gouffre, à plusieurs centaines de mètres de hauteur, mais elle était vide à l'exception du conducteur de la cabine, qui n'a pas été blessé.

## Caractéristiques techniques
De la station inférieure du col de Falzarego, située à 2 101 m d'altitude, le téléphérique circule sur un câble suspendu sans supports jusqu'à la station supérieure construite 641 m plus haut, à 2 742 m d'altitude, en bordure d'une paroi rocheuse. La longueur inclinée est de 1 150 m.
Les deux cordes de suspension ont une épaisseur de 56 mm, tandis que la corde de remorquage 26 mm et la contre corde 21 mm.
Les cabines, qui peuvent accueillir jusqu'à 50 passagers, ne sont pas fixées au chariot avec un crochet rigide, mais avec des câbles métalliques. Ils se déplacent à une vitesse maximale de 12 m/s (43,2 km/h). Ils n'ont pas de porte coulissante à ouverture latérale, comme d'habitude, mais deux portes côte à côte qui coulissent vers le haut.

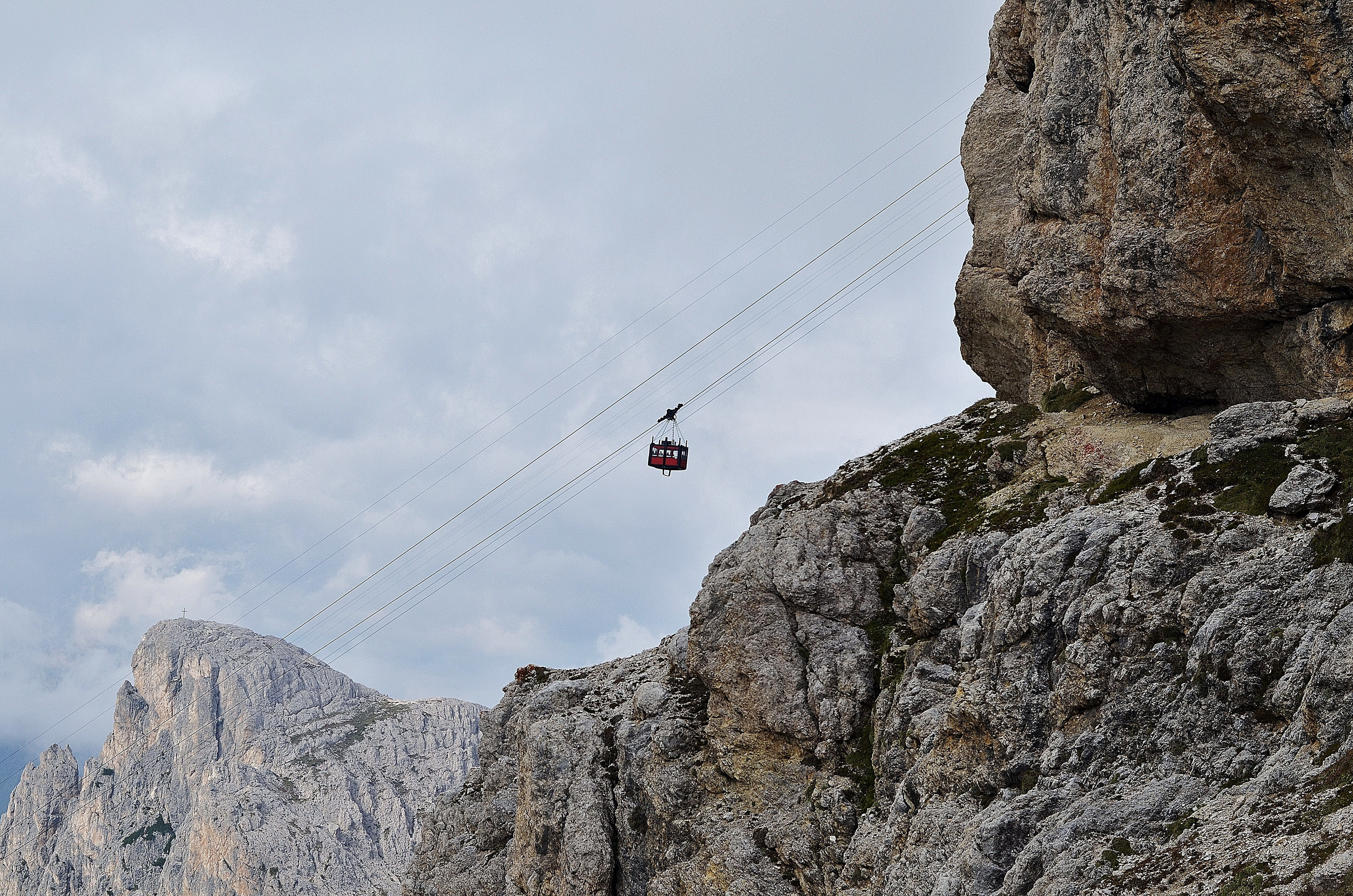
Le téléphérique du Lagazuoi en mouvement.
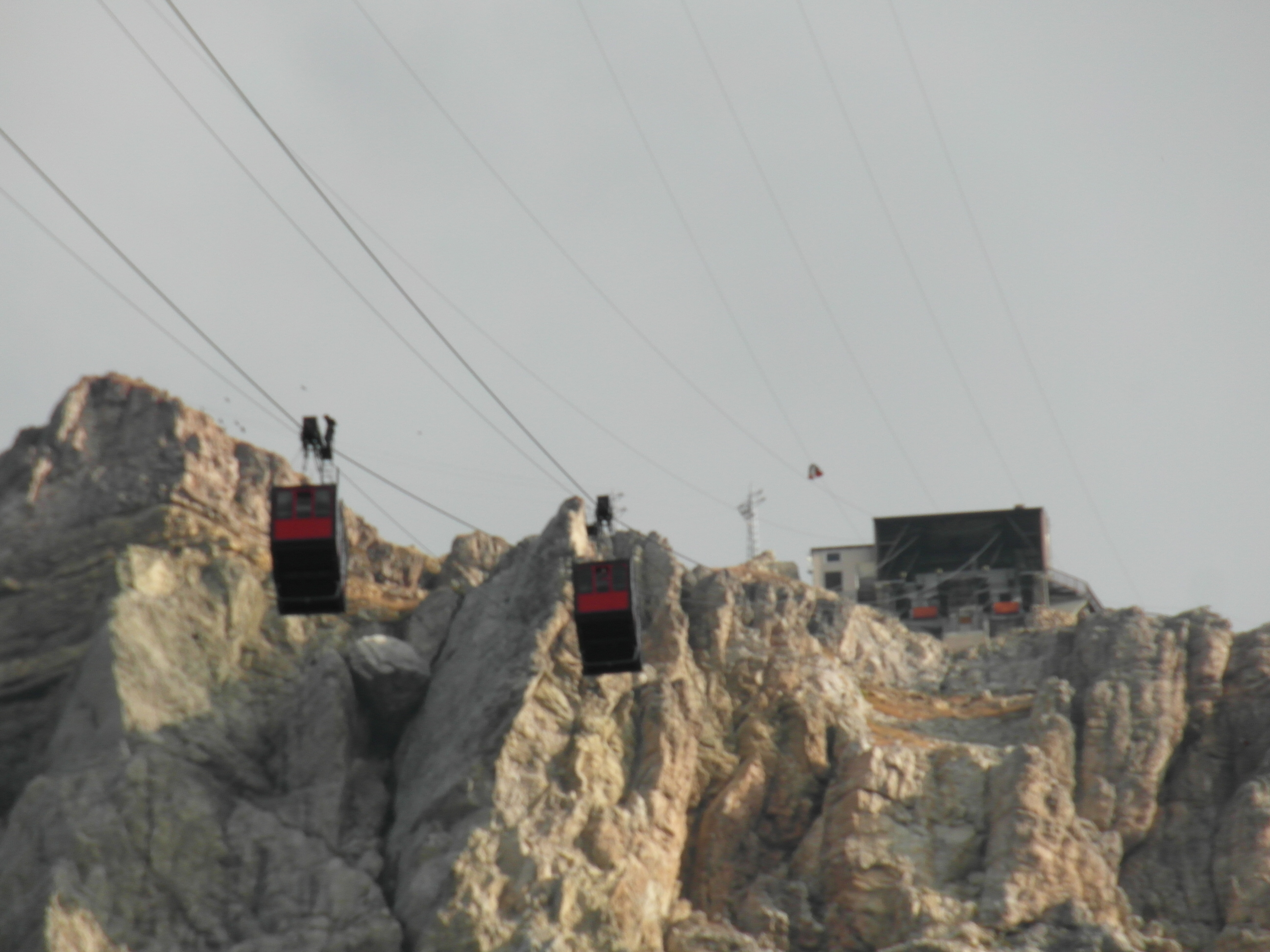
La station supérieure.
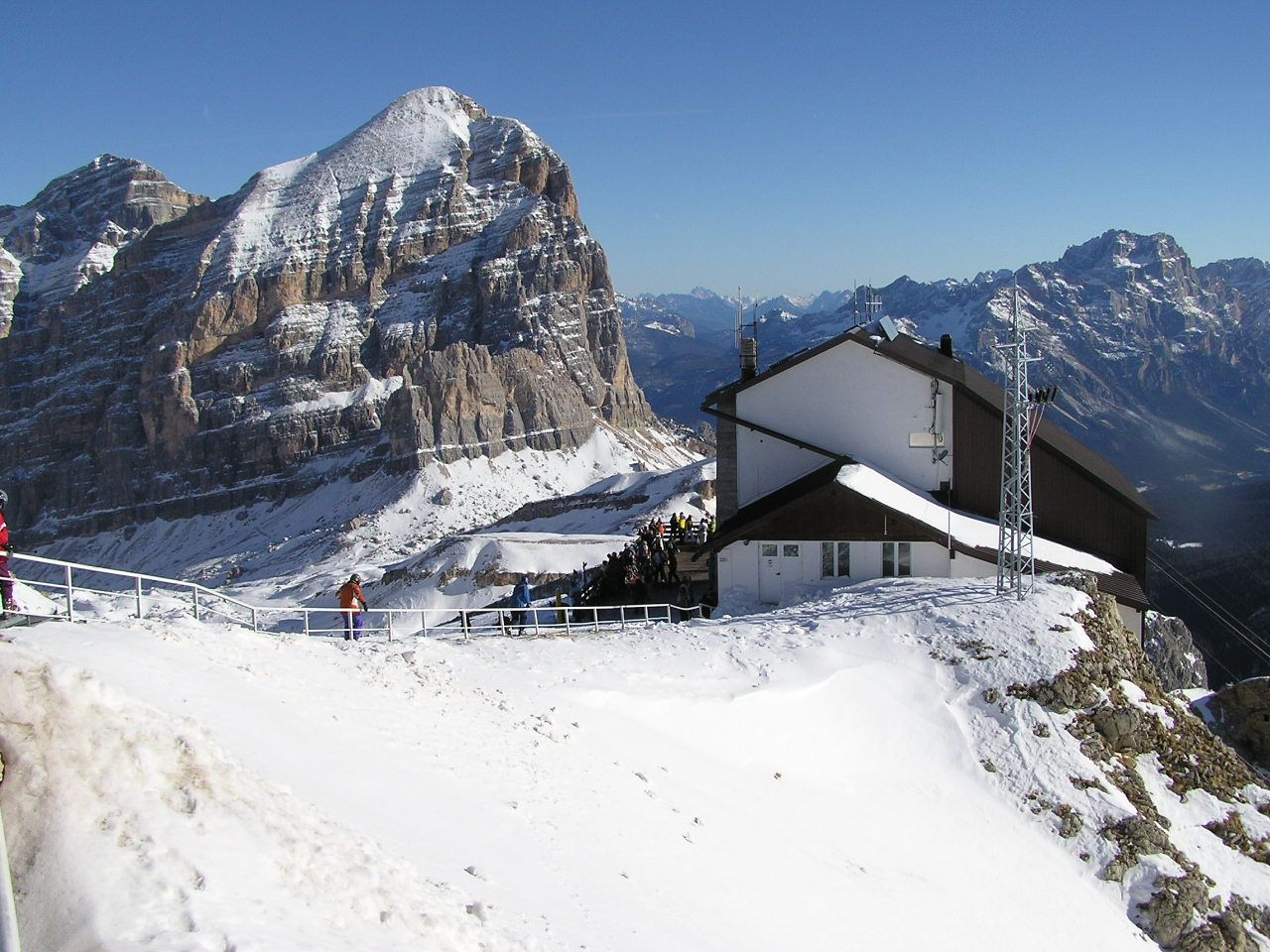
La station supérieure en hiver.
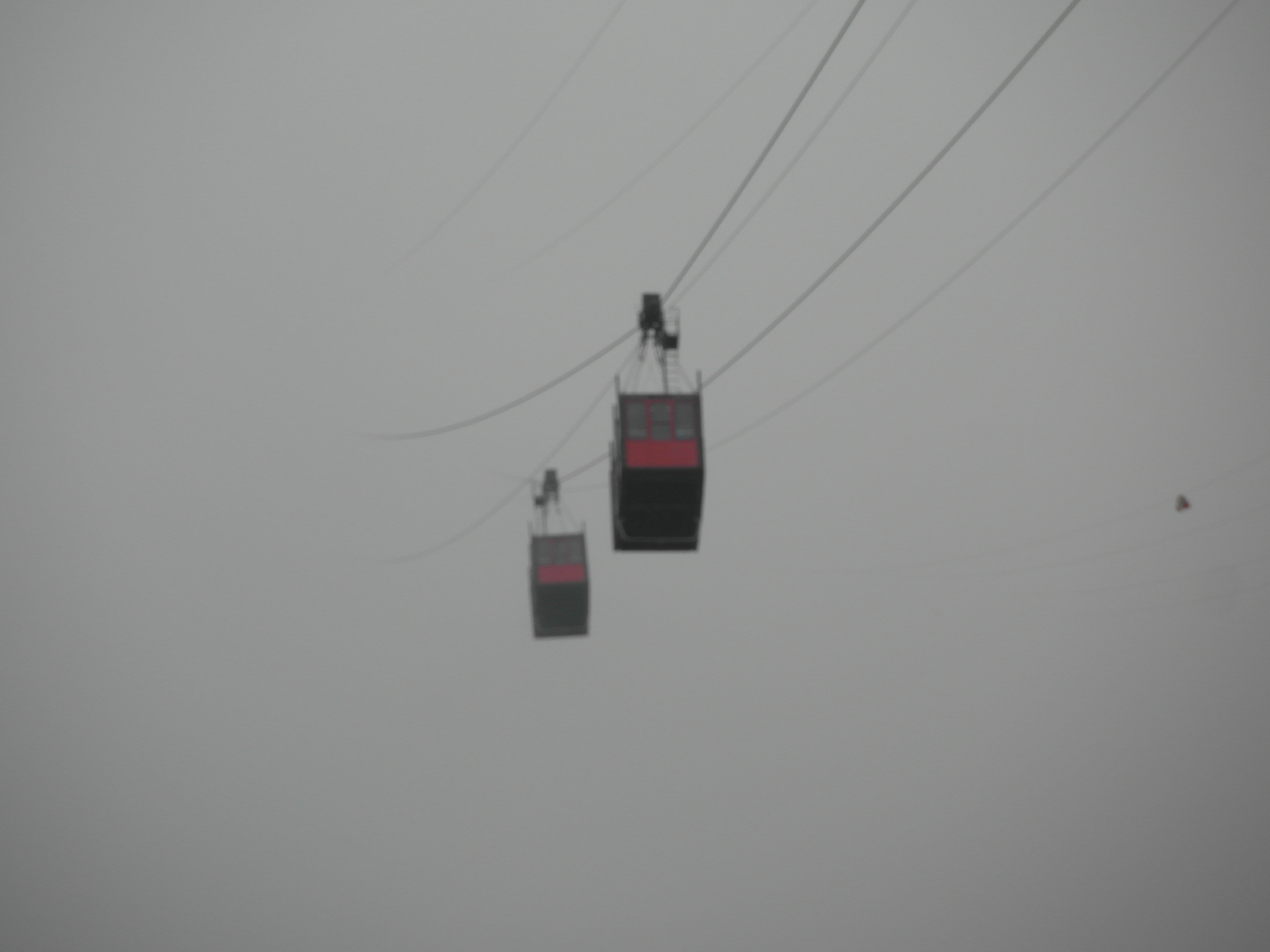
Les deux téléphériques dans le brouillard.